# Marlot (buurt in Den Haag)
Marlot is een buurt in het oosten van de Nederlandse stad Den Haag.

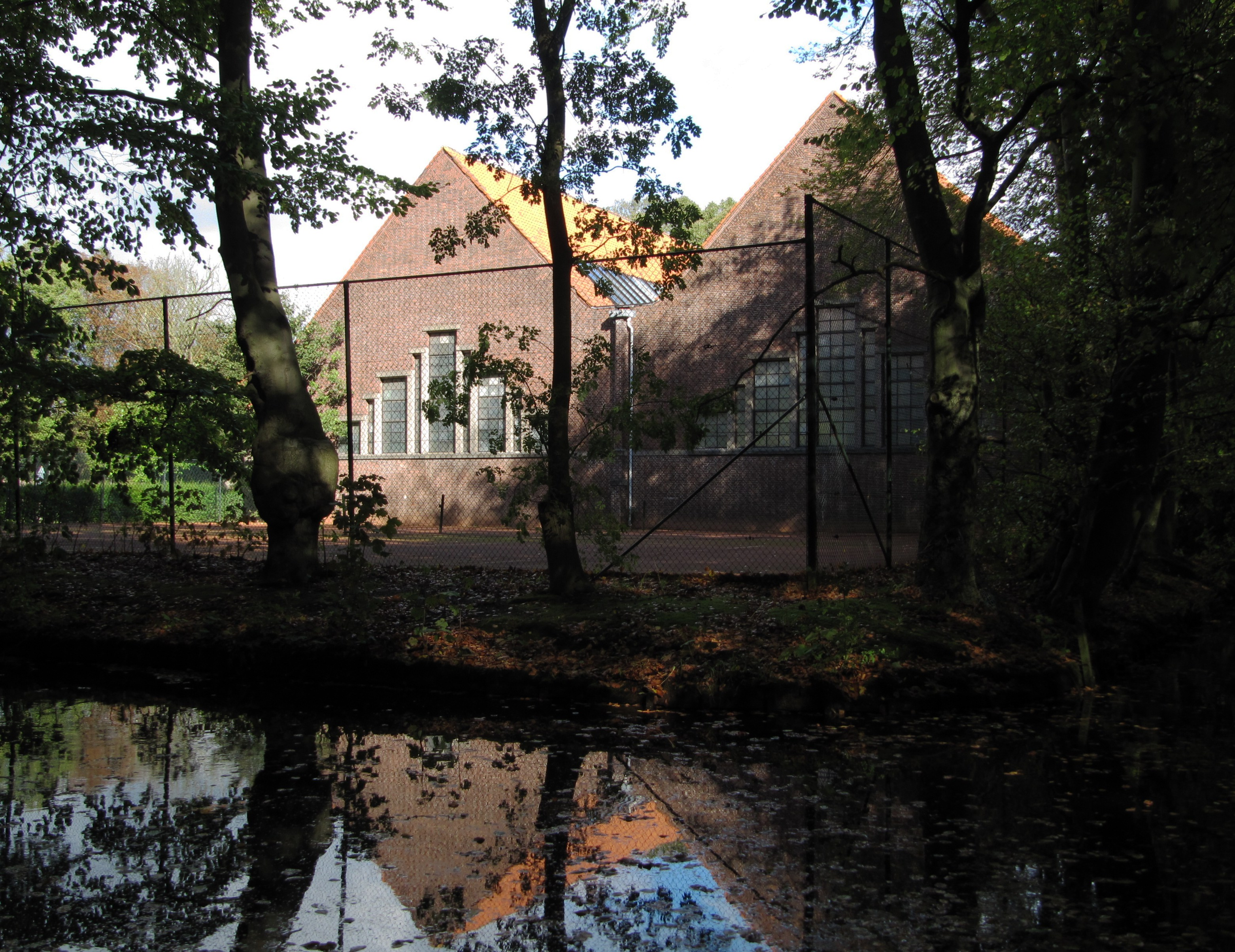
Tennishal uit 1927 in Marlot, gezien vanuit het park

## Ontwikkeling van de buurt
In 1917 kocht de gemeente Den Haag het 91 ha. grote landgoed Marlot met de bedoeling een gedeelte ter grootte van 36,5 ha. in erfpacht uit te geven voor de aanleg van een villapark. Ir. H.E. Suyver en W. Schürmann van de Dienst Stadsontwikkeling en Volkshuisvesting ontwierpen in 1920 een stedenbouwkundig plan waarbij het bos en het in oorsprong 17de-eeuwse huis van het landgoed Marlot door een open stuk land en een grote vijver werden gescheiden van de te ontwikkelen villawijk. In de as van deze vijver kwamen twee haaks op elkaar gesitueerde pleinen: het Zuidwerfplein en Bloklandenplein. Er is ook een tennispark.
Marlot en Reigersbergen is een van de 19 beschermde stadsgezichten van Den Haag.

## Architectuur villawijk Marlot
Het 91 hectare grote landgoed Marlot is in 1917 voor een miljoen gulden door de gemeente Den Haag aangekocht. Daarmee ging het proces van start dat zou leiden tot een van de meest homogene voorbeelden van de Nieuwe Haagse School. Van meet af aan wilde de gemeente er een luxe villawijk van maken, zoals eerder in Houtrust en Vogelwijk. Maar in genoemde wijken vond men achteraf de bebouwing te rommelig, te versnipperd. Marlot moest meer een esthetische eenheid gaan vormen. Aanvankelijk ging het om ongeveer een derde deel van Marlot, waarvoor drie architecten: Brandes, Verschoor en Hellendoorn, kant en klare villa’s ontwierpen. Het aantal gegadigden voor de ontwerpen van Co Brandes oversteeg die van de andere twee ontwerpers dermate, dat in 1925 werd besloten om Brandes de rest van het villapark te laten bouwen. Aan de Zijdelaan ligt nog wel een oude boerderij genaamd De Hoogwerf, die verbouwd is tot restaurant. Het gebouw, dat dateert uit de zeventiende eeuw, betreft een zogeheten krukhuisboerderij en geniet bescherming als Rijksmonument.

## Parkflat
Co Brandes ontwierp ook het centrepiece van Marlot, de Parkflat. Een kruising tussen landhuis en flatgebouw. De toren, de symmetrische opbouw, de spiegelvijvers eromheen suggereren eerder een kasteel dan een appartementencomplex. Oorlogsschade heeft veel van de oorspronkelijke kenmerken van de Parkflat laten verdwijnen: de stortkokers, de dienstliften, het centrale restaurant zijn niet meer aanwezig. In 1993 werd de Parkflat Marlot erkend als Rijksmonument. De bekendste inwoner van de Parkflat was oud-minister-president van Nederland Piet de Jong.

## Tennispark
Naast het oude landhuis ligt Tennispark Marlot, dat over een uit 1927 daterende tennishal beschikt, eveneens door Co Brandes ontworpen in de stijl van de Nieuwe Haagse School. De tennishal is de eerste overdekte ruimte in Nederland, die voor dat doel werd gebouwd en wordt beschermd als Rijksmonument. Het bouwwerk is gemaakt van bruin-rode baksteen en wordt overkapt door twee, dwars op de voorgevel geplaatste en met rode dakpannen afgedekte, hoge zadeldaken, waartussen een zakgoot. Aan de noordzijde een langgerekte, lage uitbouw waarin een kantoor, kleedkamers en brasserie met 's zomers een terras. Naast de twee binnenbanen beschikt het tennispark over dertien gravelbanen. Een bekende speler op het tennispark was Robert "Boebi" van Meegeren (*1924), die in de jaren veertig en vijftig deelnam aan de Wimbledon Kampioenschappen en Davis Cuptoernooien. Onder de spelers op de tennisbanen bevonden zich tevens prins Bernhard en prinses Juliana, die er eens een dubbel speelden tegen de ouders van Boebi van Meegeren. Ook koning Willem-Alexander der Nederlanden speelde als kind op de banen van Tennispark Marlot, gelegen op (hemelsbreed) slechts een kilometer van Paleis Huis ten Bosch.

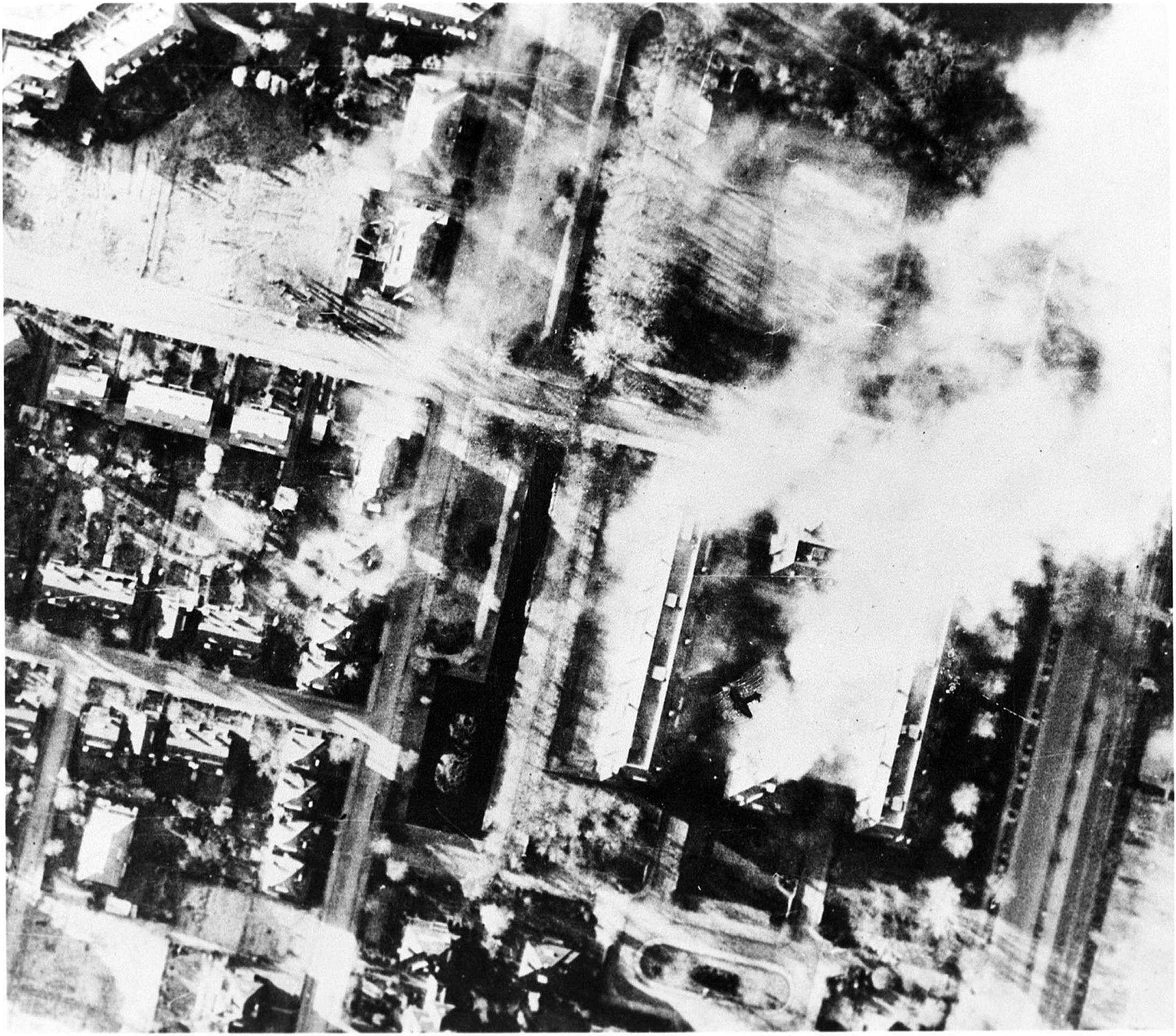
24 januari 1945: Bombardement op de parkflat Marlot door Spitfires (luchtfoto)

## Tweede Wereldoorlog
Op 11 en 12 september 1944 werden alle huizen in Marlot ontruimd op last van de bezetter. Enkele dagen ervoor waren V2-raketlanceringen vanuit Den Haag begonnen, met als voornaamste doel de Engelse hoofdstad Londen. In het nabijgelegen Haagse Bos, Duindigt en Marlot zelf, werden lanceerinstallaties opgesteld, waardoor er een risico ontstond dat er Geallieerde bombardementen zouden plaatsvinden. Na de ontruiming van de wijk, namen de Duitsers woningen in de Parkflat Marlot in beslag, om er manschappen in te kwartieren en er, vanaf 17 september 1944, hun commandopost te vestigen.
Als gevolg hiervan werden er door de geallieerden meerdere aanvallen op deze buurt uitgevoerd. Het eerste bombardement vond plaats op kerstavond 1944. Door 33 Supermarine Spitfires van de RAF (229, 303, 453 en 602 Squadron) werden er duikbombardementen uitgevoerd op Parkflat Marlot. Op 24 januari 1945 vielen Spitfires nogmaals de Duitse onderkomens in de parkflat aan, die daardoor zwaar werd beschadigd. Op 3 maart 1945 ontkwam Marlot echter aan de verwoestingen van wat bekend is komen te staan als het Bombardement op het Bezuidenhout. Naast het Haagse Bos en Duindigt, stond ook Marlot gemarkeerd als doelwit van het grootschalige bombardement. Door een reeks fouten vielen de bommen echter grotendeels op de bewoonde wijk Bezuidenhout en een deel van de Haagse binnenstad, waarbij zeker 550 burgers om het leven kwamen. 

## Transport
In 1924 werd lijn 3, tegen de wens der HTM in, verlengd van Overbosch op de Bezuidenhoutseweg naar de Zuidwerflaan. Door onevenredig vervoer werd lijn 3 in 1931 al ingekort tot Staatsspoor. Lijn 13 nam het deel naar Marlot over, en werd verlengd tot naast de Zijdelaan, naast de toenmalige spoorbaan naar Scheveningen. Dat duurde tot 1937. Ten slotte nam lijn 4 het over, tot in 1959. Het lange traject met maar aan één kant huizen op de Bezuidenhoutseweg was altijd onrendabel geweest, en de deftige bewoners van Marlot hadden inmiddels allemaal minstens één auto. Daarom wilde de HTM al lang af van deze lijn. "Boven" de wijk, naast de Leidsestraatweg, reed van 1923 tot 1961 de Gele Tram (lijn I - 2) via Wassenaar naar Leiden. In 1944 was er tijdelijk een verbinding tussen de twee lijnen omdat de Gele Tram niet langs het Haagse Bos mocht rijden.  Lijn I - 2 reed toen via lijn 4 naar het centrum.
Foto's

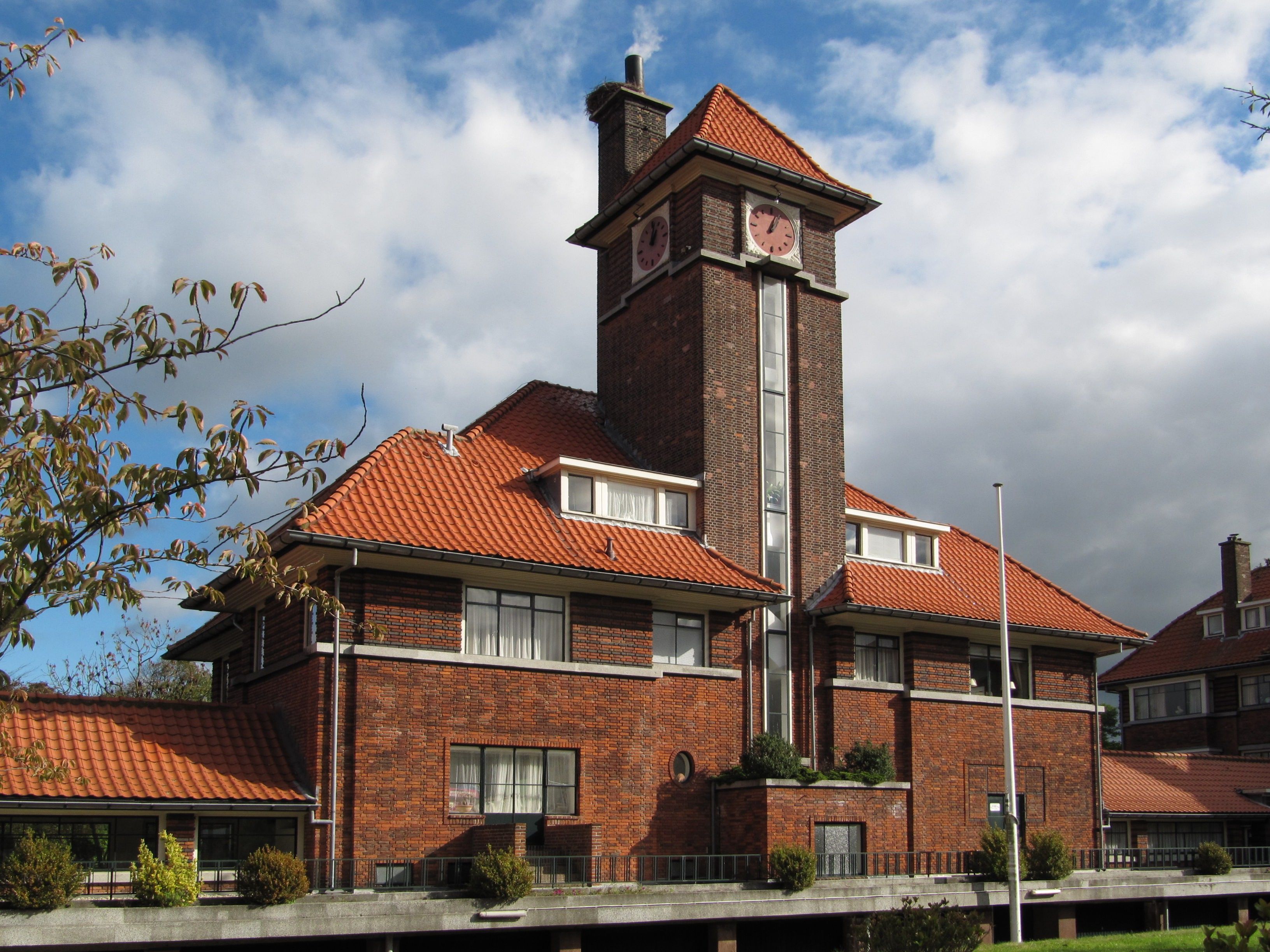
Parkflat noordgebouw, rijksmonument
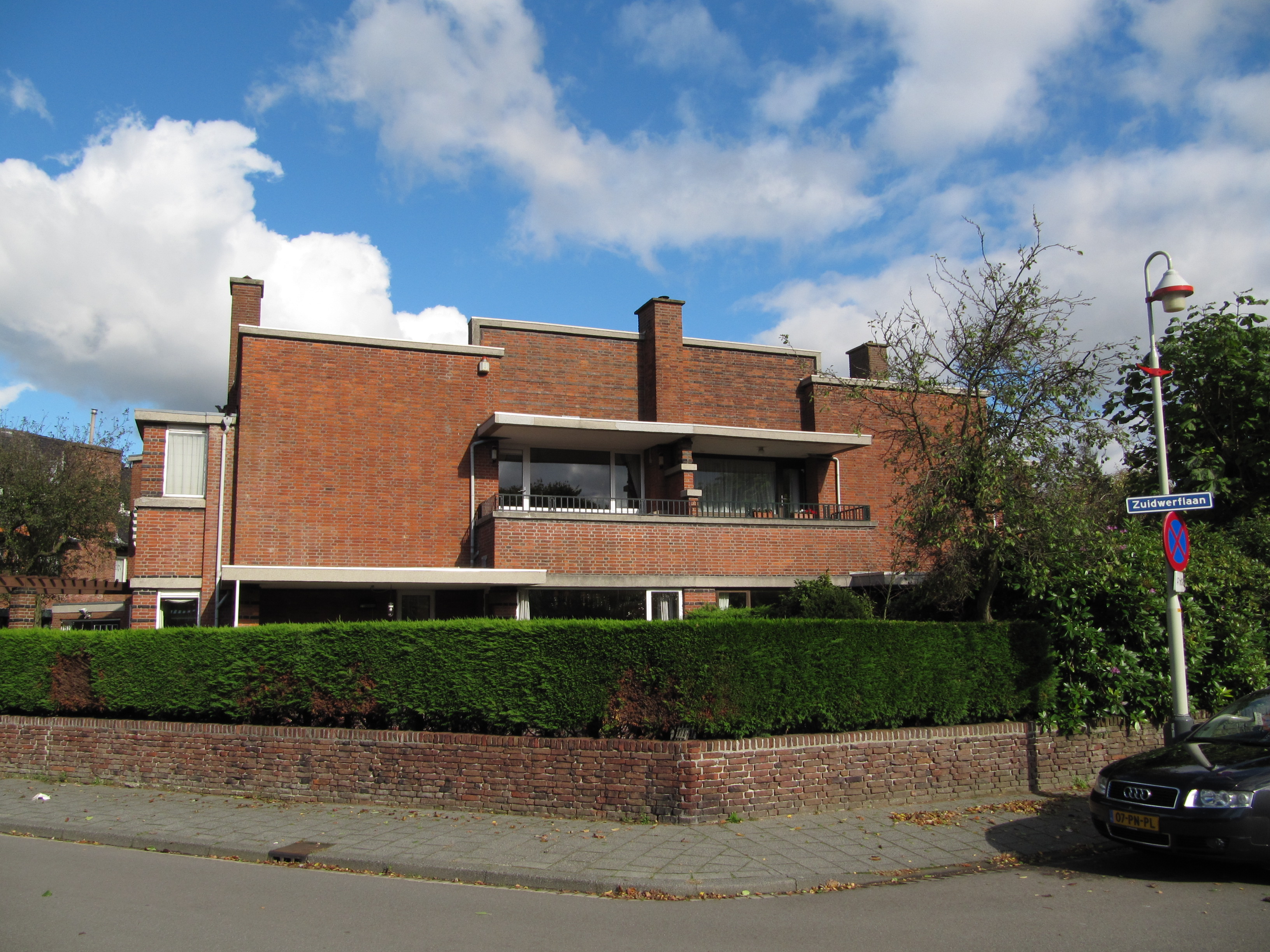
Dubbel woonhuis Zuidwerflaan, rijksmonument
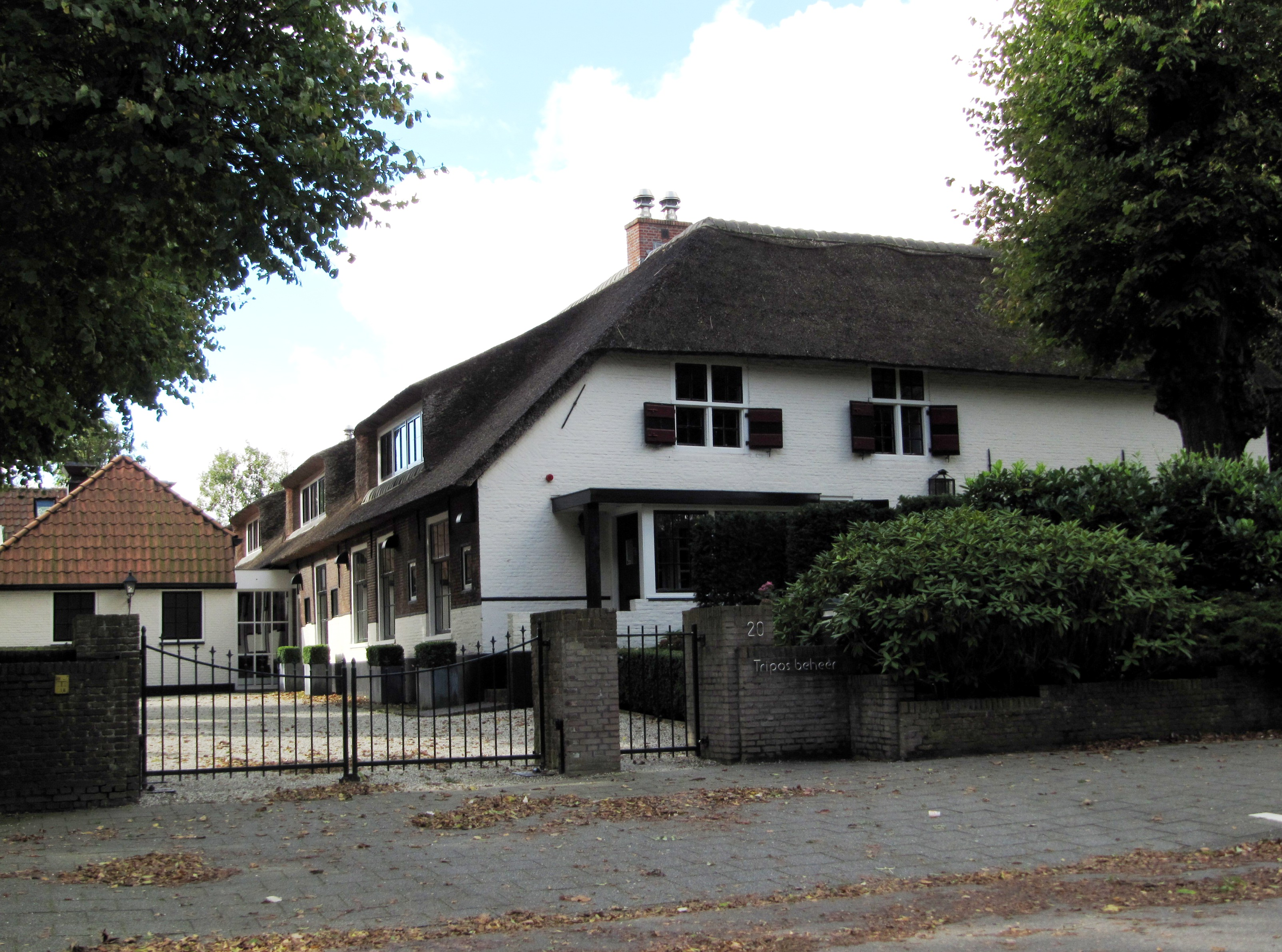
Boerderij De Hoogwerf, Zijdelaan
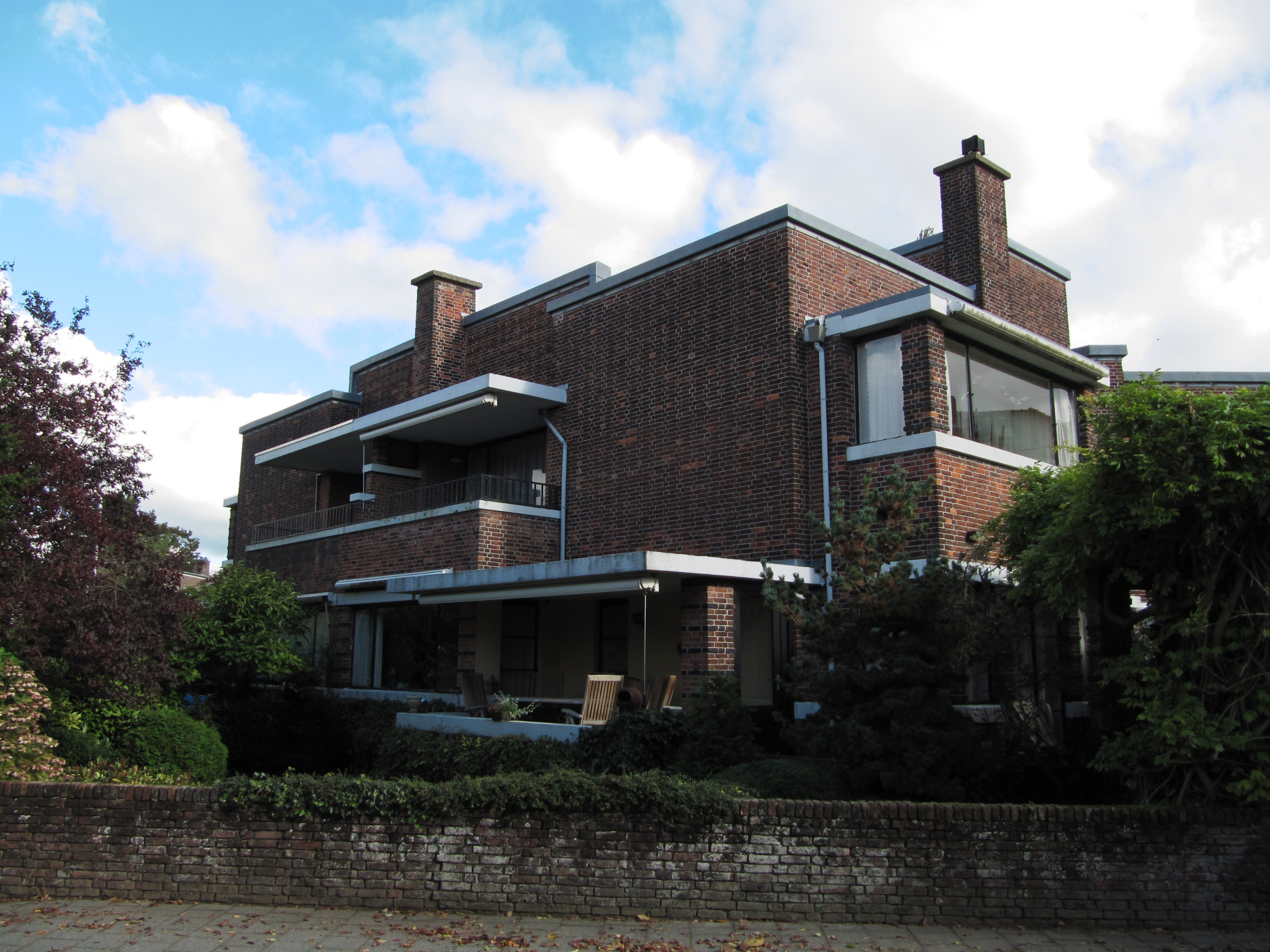
Van Hoeylaan hoek Zuidwerflaan